# سلونية

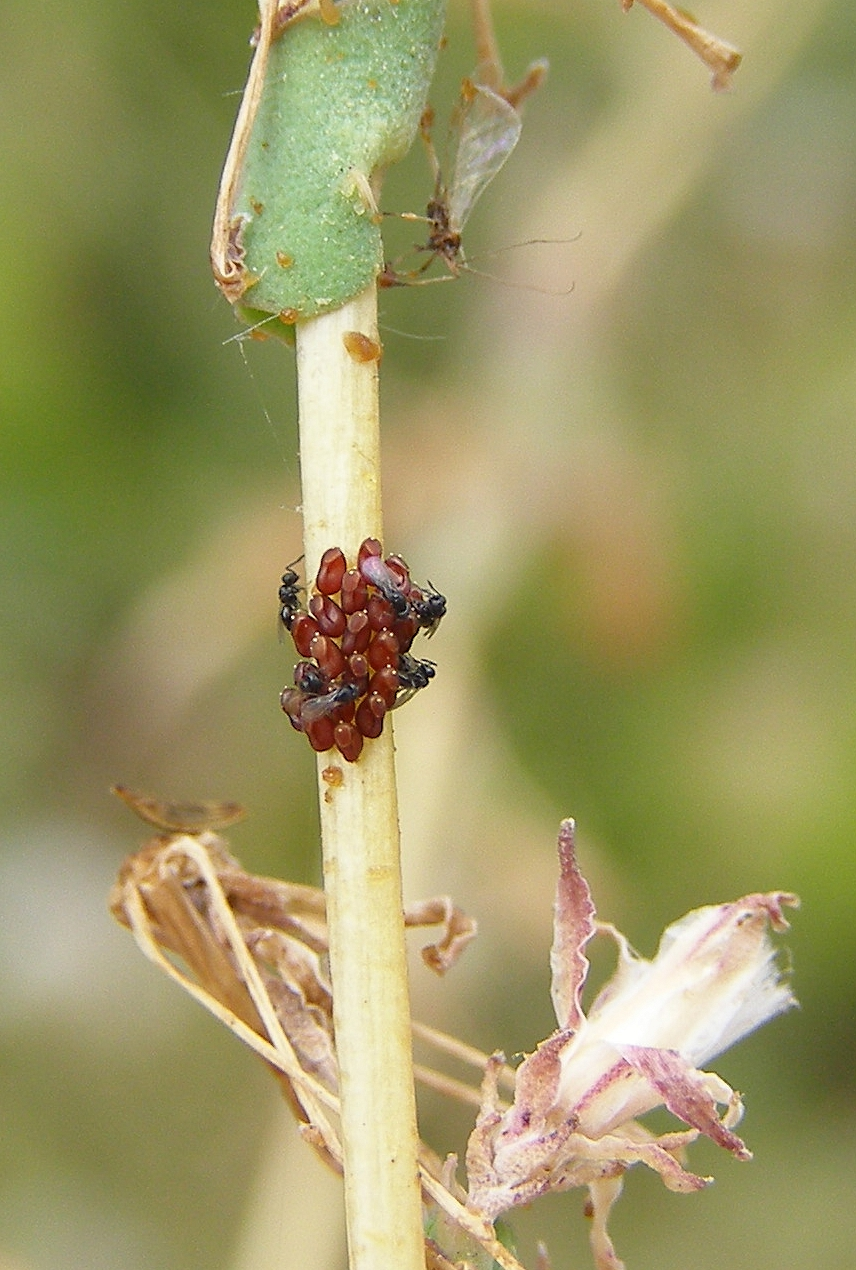

الفصيلة السلونية أو السلونيات أو فصيلة سيليونيدي (الاسم العلمي: scelionidae)، هي فصيلة من رتبة غشائيات الأجنحة عالمية كبيرة جدًا (أكثر من 3000 نوع موصوف في نحو 176 جنسًا) من الدبابير شبيهة الطفيلية بشكل حصري ، ومعظمها صغير (0.5-10) مم) ، غالبًا سوداء، ذات زبان مجزأة.